# Stempellinella boltoni
Stempellinella boltoni är en tvåvingeart som beskrevs av Ekrem 2007. Stempellinella boltoni ingår i släktet Stempellinella och familjen fjädermyggor. Inga underarter finns listade i Catalogue of Life.